# ボーフォール (エロー県)
ボーフォール （Beaufort、オック語:Baufòrt）は、フランス、オクシタニー地域圏、エロー県のコミューン。

## 人口統計
| 1962年 | 1968年 | 1975年 | 1982年 | 1990年 | 1999年 | 2006年 | 2014年 |
| ------ | ------ | ------ | ------ | ------ | ------ | ------ | ------ |
| 196    | 194    | 156    | 161    | 161    | 155    | 169    | 212    |

参照元:1962年から1999年までは複数コミューンに住所登録をする者の重複分を除いたもの。それ以降は当該コミューンの人口統計によるもの。1999年までEHESS/Cassini、2006年以降INSEE。

## 史跡

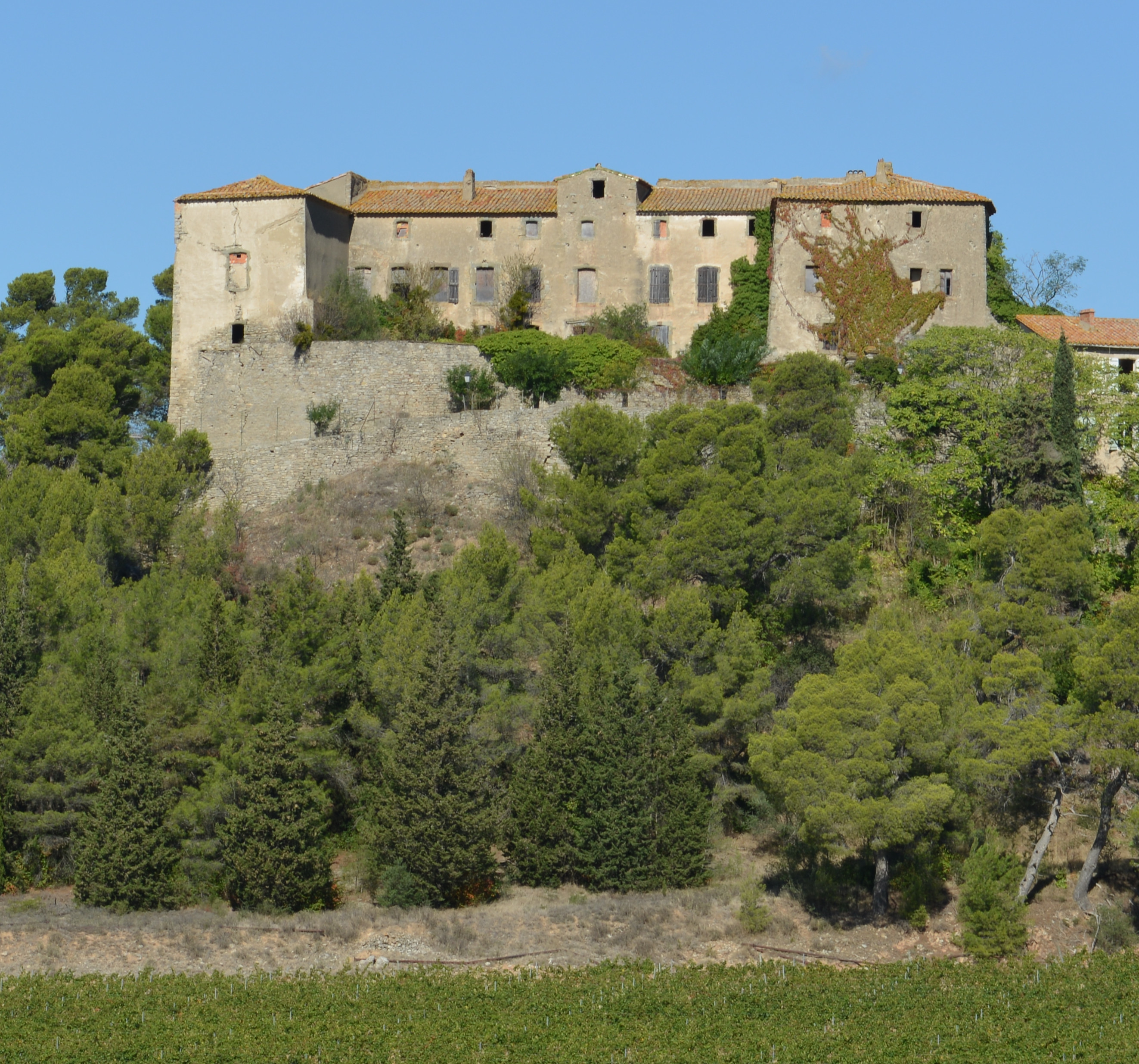
シャトー・ド・ボーフォール

- シャトー・ド・ボーフォール - 16世紀。かつてボーフォール領主が住まいとした。歴史文化財指定[4]